# 布朗克福尔雅勒河
布朗克福尔雅勒河（法語：Jalle de Blanquefort，法語發音：[ʒal də blɑ̃kfɔʁ]，意即“布朗克福尔的雅勒河”），又称黑雅勒河（Jalle noire，[ʒal nwaʁ]）、圣梅达尔雅勒河（Jalle de Saint-Médard，[ʒal də sɛ̃ medaʁ]），简称雅勒河（Jalle），是法国新阿基坦大区吉伦特省的河流，是加龍河的左支流，长31.8千米，发源自圣让迪亚克，于波尔多和布朗克福尔边界流入加龙河。